# Квинт Лициний Сильван Граниан Квадроний Прокул
Квинт Лици́ний Сильва́н Граниа́н Квадро́ний Проку́л (лат. Quintus Licinius Silvanus Granianus Quadronius Proculus; умер после 121 года) — древнеримский политический деятель, консул-суффект 106 года.

## Биография
Происхождение Прокула неизвестно. В 106 году он занимал должность консула-суффекта совместно с Луцием Миницием Наталом. В 121 или 122 году Прокул занимал должность проконсула Азии. В это время он отправил письмо императору Адриану касательно христиан, однако, ответа дождался только его преемник на посту наместника провинции, Гай Миниций Фундан.

## Примечание
1. ↑  Corpus Inscriptionum Latinarum 10, 5670.